# Sakīs Tsiōlīs
Athanasios Tsiōlīs, detto Sakīs (in greco: Αθανάσιος "Σάκης" Τσιώλης; Karditsa, 30 gennaio 1959), è un allenatore di calcio ed ex calciatore greco, di ruolo centrocampista, tecnico dell'Apollōn Smyrnīs.

## Palmarès

### Giocatore

#### Competizioni nazionali
- Campionato greco: 1

Larissa: 1987-1988
- Coppa di Grecia: 1

Larissa: 1984-1985